# Camarate
Camarate é uma vila portuguesa que foi sede da extinta Freguesia de Camarate do Município de Loures, a norte de Lisboa, freguesia que tinha 5,67 km² de área e 19789 habitantes (2011), donde, uma densidade demográfica de 3 490,1 h/km². 
A Freguesia de Camarate foi extinta em 2013, tendo sido agregada às Freguesias de Unhos e Apelação para formar a nova União das Freguesias de Camarate, Unhos e Apelação.
A povoação de Camarate foi elevada à categoria de vila em 1997.

## Geografia
Localizada na parte oriental do município, fazia fronteira com as antigas freguesias de Frielas (a noroeste), Apelação (a norte), Unhos (a nordeste), Sacavém (a este), Prior Velho (a sudeste), todas no Município de Loures, com Santa Maria dos Olivais (no extremo sudeste), Charneca (a sul) e Ameixoeira (a sudoeste), no Município de Lisboa, e finalmente com o Olival Basto (a sudoeste), já no Município de Odivelas. A zona meridional da freguesia abarcava também parte do Aeroporto da Portela de Sacavém.
Incluía inúmeros bairros: Bairro de Angola, da Boavista, da Bogalheira, da CAAR, da Esperança, dos Fetais de Baixo, dos Fetais de Cima, das Fontaínhas, do Grilo, das Loureiras, de Mira-Loures, de Santiago, de Santo António, de São Benedito, de São Francisco, de São João, de São José, de São Lourenço, das Sousas, da Torre, Fonte da Pipa, Mucharros, Quinta de Marvila, Quinta do Paraíso, Quinta de Santa Rosa, Quinta do Galeão, isto para além, claro, do centro da Vila.

## População
| População da freguesia de Camarate | População da freguesia de Camarate | População da freguesia de Camarate | População da freguesia de Camarate | População da freguesia de Camarate | População da freguesia de Camarate | População da freguesia de Camarate | População da freguesia de Camarate | População da freguesia de Camarate | População da freguesia de Camarate | População da freguesia de Camarate | População da freguesia de Camarate | População da freguesia de Camarate | População da freguesia de Camarate | População da freguesia de Camarate |
| ---------------------------------- | ---------------------------------- | ---------------------------------- | ---------------------------------- | ---------------------------------- | ---------------------------------- | ---------------------------------- | ---------------------------------- | ---------------------------------- | ---------------------------------- | ---------------------------------- | ---------------------------------- | ---------------------------------- | ---------------------------------- | ---------------------------------- |
| 1864                               | 1878                               | 1890                               | 1900                               | 1911                               | 1920                               | 1930                               | 1940                               | 1950                               | 1960                               | 1970                               | 1981                               | 1991                               | 2001                               | 2011                               |
| 638                                | 567                                | 708                                | 475                                | 645                                | 735                                | 968                                | 1 004                              | 1 832                              | 5 053                              | 14 053                             | 19 900                             | 20 800                             | 18 821                             | 19 789                             |

Nos anos de 1864 e 1878 pertencia ao concelho dos Olivais, extinto por decreto de 22 de Julho de 1886. No censo de 1890 fazia parte do 3.º Bairro do concelho de Lisboa. Passou a fazer parte do concelho de Loures por decreto de 26 de Setembro de 1895.

## História
O topónimo Camarate parece derivar do facto de, em tempos, aqui se ter cultivado uma casta de videira chamada camarate ou, em alternativa, pelo facto de, na Idade Média, aqui se situar a Camarata Real, onde pernoitavam os nossos reis, quando se dirigiam para o norte do país. Mais provável é que o nome derive, porém, do nome de uma família berbere que aí se destacou sob a ocupação mourisca: os Banu Qamaratti.
Durante a Idade Média, Camarate foi, e até 1 de Maio de 1511, parte integrante da vizinha freguesia de Sacavém; surge, no entanto, bastantes vezes mencionada nos documentos, sabendo-se que era - a par de Sacavém, Unhos e Frielas - terra reguengueira. Fez parte do dote que D. Fernando I de Portugal concedeu a sua esposa, D. Leonor Teles de Menezes.
Por essa altura, durante o governo de D. Agapito Colona como Bispo de Lisboa, foi fundada a primitiva Igreja Matriz, entretanto reconstruída e ampliada.
Por altura da crise de 1383-1385, uma quinta aí situada, pertença do judeu David Negro, almoxarife das alfândegas reais no reinado de D. Fernando I, foi confiscada e entregue prontamente a Nuno Álvares Pereira, que aí passou alguns anos com sua mãe, Teresa Peres Vilarinho, antes de professar no Convento do Carmo. Nessa quinta fundou o Condestável uma capela consagrada a Nossa Senhora do Socorro, a qual viria a doar aos Carmelitas, que aí fundaram um convento, extinto em 1834.
Por via de Nuno Álvares Pereira, Camarate viria a ser integrada, mais tarde ainda, com muitas terras vizinhas, no património da Casa de Bragança.
A freguesia de Camarate foi enfim criada por um foral (uma carta de privilégios concedida pelos antigos monarcas de Portugal) de D. Manuel I, datado de 1 de Maio de 1511, sendo separada administrativamente da freguesia de Sacavém.
A partir do século XVI tornou-se um local muito concorrido pela nobreza lisboeta, sendo afamada pela sua produção vinícola (da casta camarate, que talvez tenha dado o nome à vila), característica das quintas que fizeram parte do quotidiano desta freguesia até meados do século XX.
Foi parte integrante do Termo de Lisboa (até 1852), depois do concelho de Santa Maria dos Olivais (entre 1852 e 1886); posteriormente voltou a transitar para o concelho de Lisboa (entre 1886 e 1895); por fim, em 1895, foi integrada no concelho de Loures, onde permanece até hoje. Em 4 de junho de 1996 foi elevada a vila pela lei n.º 57/97, aprovada pela Assembleia da República.
Desde meados do século XX, com o desenvolvimento industrial acelerado e subsequente terciarização, a freguesia tornou-se essencialmente um dormitório da capital.
Camarate é também conhecida por ser a terra de infância de um dos mais famosos poetas de Portugal do século XX: Mário de Sá-Carneiro, pioneiro do Modernismo na literatura portuguesa e um dos membros da Geração d’Orpheu em conjunto com Fernando Pessoa e Almada Negreiros.
Acima de tudo, Camarate é tristemente célebre pelo acidente que tirou a vida ao então Primeiro-ministro social democrata português, Francisco Sá Carneiro, à sua companheira e ainda ao Ministro da Defesa democrata-cristão Adelino Amaro da Costa, na noite de 4 de dezembro de 1980, a escassas horas das eleições presidenciais desse mesmo ano, nas quais o candidato do Governo, o general Soares Carneiro, foi derrotado pelo general Ramalho Eanes, que contava com o apoio dos partidos da esquerda. Acidente ou atentado—as duas teses digladiam-se desde há quase vinte e cinco anos. Essa história esteve na origem do filme Camarate.

## Património

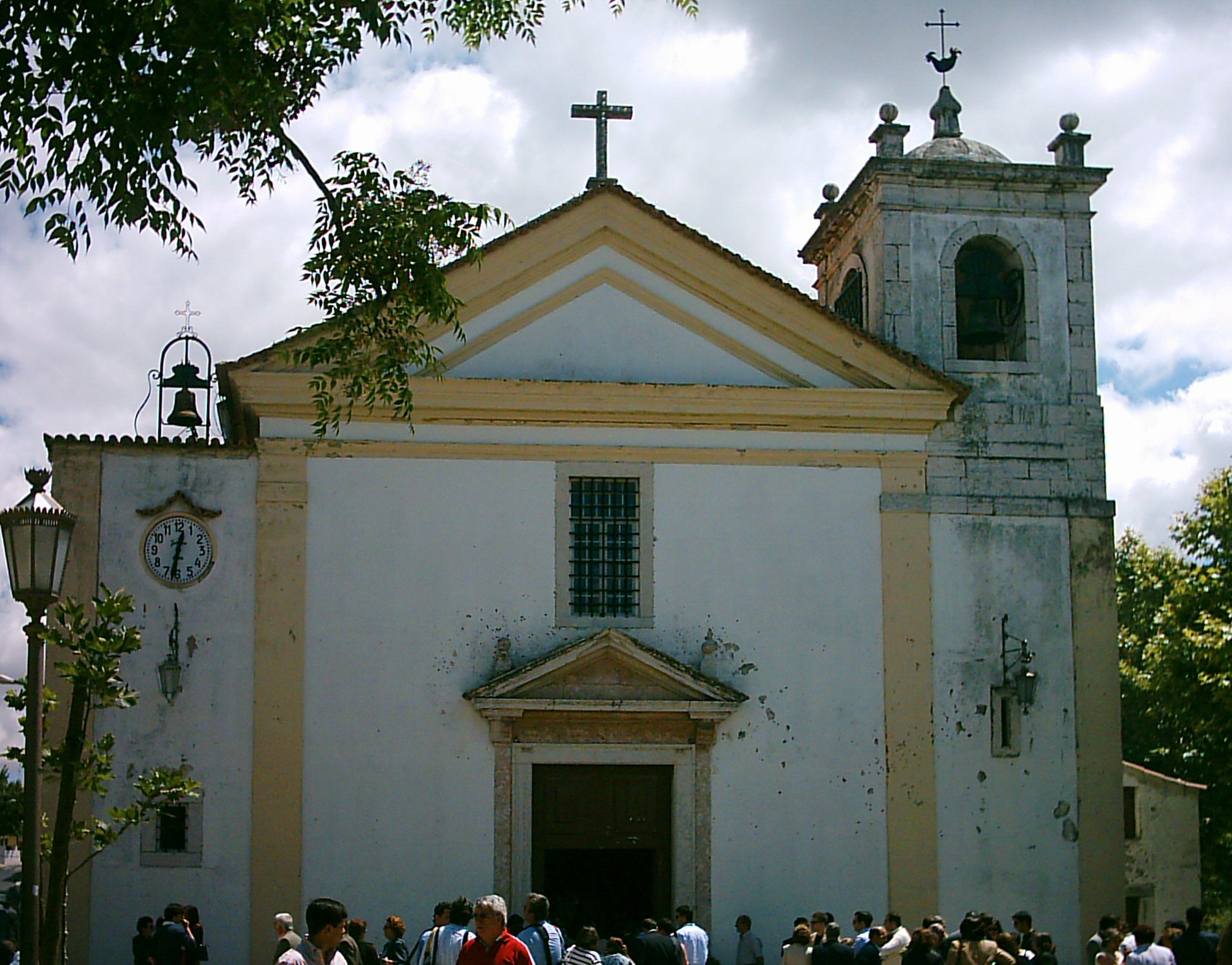
Igreja de Santiago de Camarate.

- Capela de Nossa Senhora da Vitória
- Igreja Matriz Paroquial de Santiago Maior de Camarate[7]
- Cruzeiro
- Quinta da Encarnação
- Quinta da Ribeirinha, Conjunto da Casa de Fresco, Pórtico e Casa de Habitação da Quinta da Ribeirinha.[8]
- Quinta das Portas de Ferro
- Quinta de Santa Teresa
- Quinta do Redondo
- Quinta do Ulmeiro

## Orago

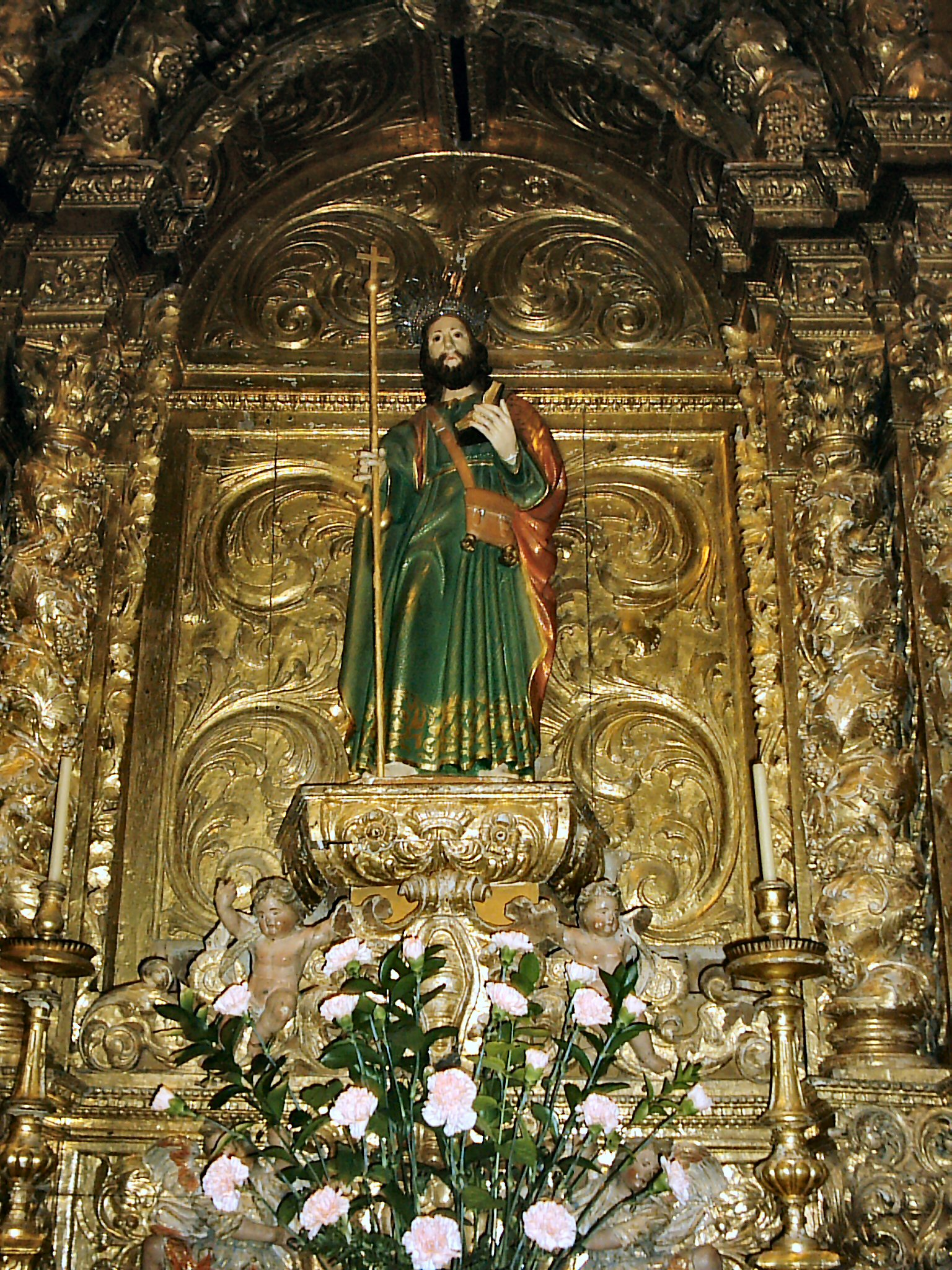
Santiago, padroeiro de Camarate (estátua existente no altar-mor da Igreja).

Tem por orago Santiago Maior, patrono das Espanhas, a quem é dedicada a Igreja Matriz Paroquial de Santiago Maior de Camarate, com magníficos retábulos setecentistas e altares em talha dourada do estilo barroco. Os grandiosos festejos em sua honra têm lugar no último fim-de-semana de Julho.

## Heráldica

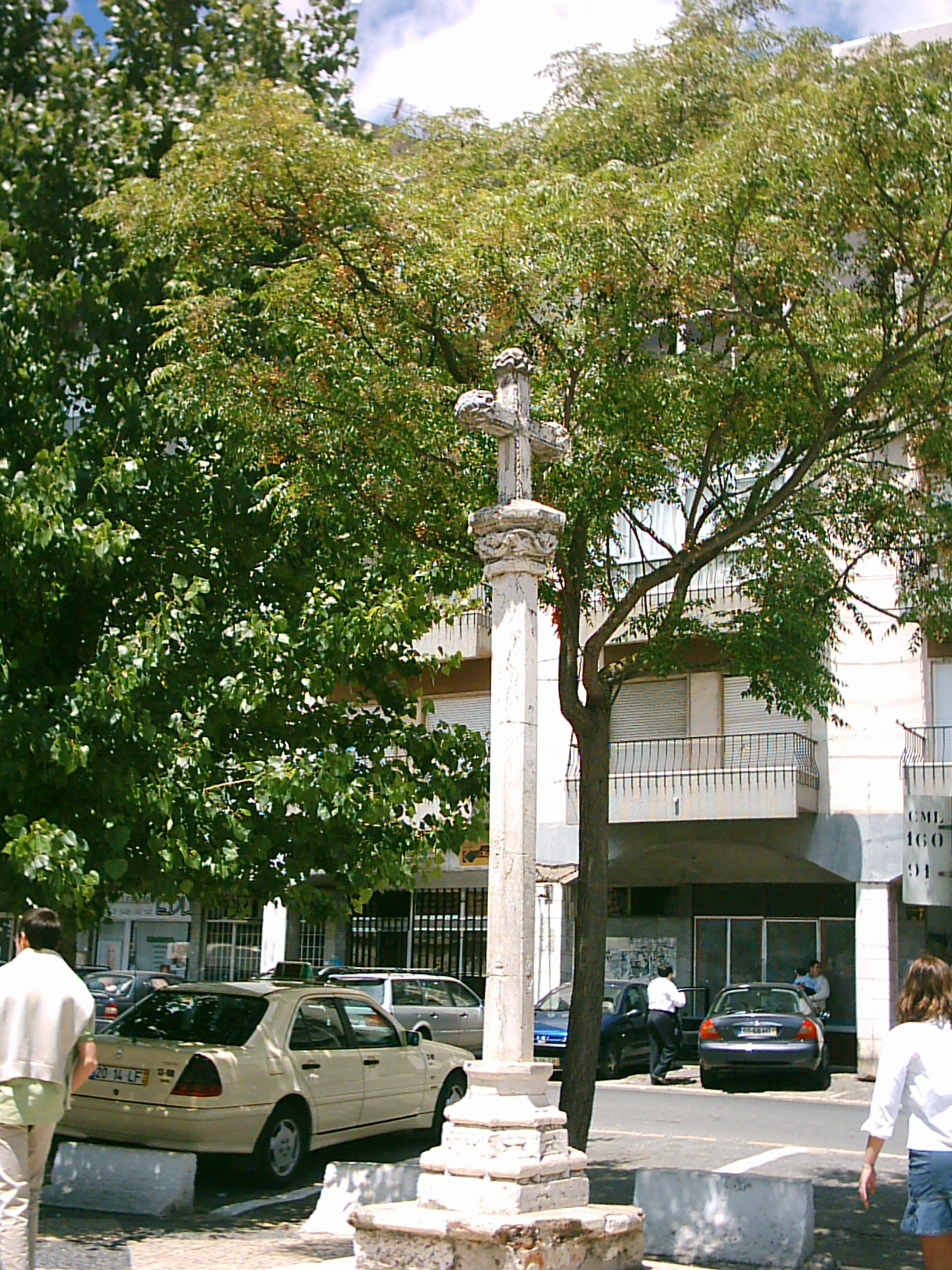
Cruzeiro quinhentista existente no Largo da Igreja de Camarate.

Camarate usa a seguinte bandeira e brasão de armas:
Um escudo de prata, com cruz flordelisada de vermelho, vazia do campo, acompanhada em ponta por dois cachos de uvas de púrpura, folhados de verde. Uma coroa mural de prata de quatro torres. Um listel branco, com a legenda de negro, em maiúsculas: «CAMARATE». Bandeira esquartelada de vermelho e branco; cordões e borlas de prata e vermelho.
Em termos de simbologia, a cruz flordelisada alude à presença do Condestável D. Nuno Álvares Pereira na povoação (esta cruz constituía as armas dos Pereiras, e surge também, por exemplo, no brasão da freguesia onde nasceu o Santo Condestável - Cernache do Bonjardim); quanto aos cachos de uvas, representam a produção vinícola que em tempos aqui existiu, e de cuja casta eventualmente terá derivado o nome da própria terra.
Este brasão de armas deriva do original proposto pelo heraldista Afonso Dornelas, na primeira metade do século XX. À data, no entanto, a coroa mural era de apenas três torres (refletindo o estatuto da povoação, que era apenas um lugar, e não uma vila); de igual modo, a bandeira seria de púrpura, por analogia com o esmalte das uvas.
No entanto, até 1996, a freguesia de Camarate usou oficiosamente uma bandeira gironada de oito peças de branco e vermelho (por analogia com o esmalte da cruz e o metal do campo do escudo). Esta partição, contudo, era inadmissível, já que, na heráldica portuguesa, apenas as cidades têm o direito de usar tais bandeiras; a situação seria finalmente corrigida com a elevação da povoação de Camarate ao estatuto de vila, tendo-se mantido as cores da bandeira, mas alterada a sua partição para esquartelada.

## Resultados eleitorais para a Junta de Freguesia
| Partidos | %    | M    | %    | M    | %    | M    | %    | M    | %    | M    | %    | M    | %    | M    | %    | M    | %    | M    | %    | M    |
| Partidos | 1976 | 1976 | 1979 | 1979 | 1982 | 1982 | 1985 | 1985 | 1989 | 1989 | 1993 | 1993 | 1997 | 1997 | 2001 | 2001 | 2005 | 2005 | 2009 | 2009 |
| -------- | ---- | ---- | ---- | ---- | ---- | ---- | ---- | ---- | ---- | ---- | ---- | ---- | ---- | ---- | ---- | ---- | ---- | ---- | ---- | ---- |
| FEPU     | 41,2 | 6    | 47,7 | 11   | 52,3 | 10   | 56,4 | 8    | 41,4 | 6    | 39,4 | 6    | 33,9 | 5    | 29,6 | 5    | 39,8 | 6    | 38,5 | 6    |
| PS       | 32,4 | 5    | 26,0 | 5    | 24,1 | 5    |      |      | 28,4 | 4    | 33,5 | 5    | 40,9 | 6    | 40,3 | 6    | 33,4 | 5    | 35,8 | 5    |
| GDUP     | 12,4 | 1    |      |      |      |      |      |      |      |      |      |      |      |      |      |      |      |      |      |      |
| PPD/PSD  | 10,3 | 1    | 14,0 | 2    |      |      | 37,1 | 5    | 22,6 | 3    | 18,5 | 2    | 16,9 | 2    | 17,6 | 2    | 14,8 | 2    | 12,2 | 2    |
| CDS-PP   | 5,2  |      | 8,7  | 1    |      |      |      |      |      |      | 4,4  |      |      |      | 4,7  |      |      |      |      |      |
| AD       |      |      |      |      | 19,8 | 4    |      |      |      |      |      |      |      |      |      |      |      |      |      |      |

## Personalidades ilustres
- Visconde de Camarate